# Morti nel 1228
| Questa pagina contiene informazioni ricavate automaticamente dalle voci biografiche con l'ausilio del template Bio e di un bot. L'aggiornamento è periodico e automatico e ricostruisce completamente la pagina. Se manca una persona in questa lista, sei pregato di non aggiungerla, ma accertati piuttosto che la sua voce biografica contenga il template Bio e che i dati anagrafici siano correttamente compilati. Se il template Bio manca, inseriscilo tu stesso o, in alternativa, metti l'avviso {{tmp\|Bio}} che ne segnala la mancanza. Se i dati riportati sono sbagliati, correggi direttamente la voce biografica; le modifiche saranno visibili in questa lista entro pochi giorni. Per chiarimenti vedi il progetto biografie. La lista contiene solo le 17 persone che sono citate nell'enciclopedia e per le quali è stato implementato correttamente il template Bio. Pagina aggiornata al 26 giu 2025. |

- 25 aprile - Guido Pierleone, cardinale e vescovo cattolico italiano
- 4 maggio - Jolanda di Brienne, sovrana (n. 1212)
- 18 giugno - Matilde I di Borbone, nobildonna
- 25 giugno - Pietro e Fevronia di Murom, santo russo
- 9 luglio - Stephen Langton, arcivescovo cattolico e cardinale inglese
- 18 luglio - Enrico II d'Istria, nobile italiano
- 24 settembre - Stefano Prvovenčani, principe
- 16 dicembre - Beatrice d'Albon, nobile francese (n. 1161)
- Beatrice del Monferrato, nobile
- Roberto di Courtenay, imperatore francese
- Guerau I di Urgell, nobile (n. 1195)
- Mstislav Mstislavič, sovrano russo
- Pelagio Pallavicino, vescovo cattolico italiano
- Anders Sunesen, arcivescovo cattolico danese
- Ugo III di Tubinga, nobile tedesco
- Maria di Courtenay, imperatrice bizantina (n. 1204)
- Guglielmo Raimondo II di Moncada, nobile e militare spagnolo